# Les Vacances d'Hercule Poirot (téléfilm)
Pour le roman, voir Les Vacances d'Hercule Poirot.
Les Vacances d'Hercule Poirot (Evil under the Sun, ou Meurtre au soleil)) est un téléfilm britannique de la série télévisée Hercule Poirot, réalisé par Brian Farnham, sur un scénario d'Anthony Horowitz, d'après le roman Les Vacances d'Hercule Poirot, d'Agatha Christie.
Ce téléfilm, qui constitue le 48e épisode de la série, a été diffusé pour la première fois le 20 avril 2001 sur le réseau d'ITV.

## Synopsis
Après avoir été victime d'un malaise dans le nouveau restaurant de Hastings, Poirot est envoyé dans une station du Devon par son médecin pour retrouver la santé et notamment maigrir. Hastings l'accompagne sur les ordres de Miss Lemon. Poirot doit suivre un régime alimentaire très strict qui n'est pas de son goût. Cependant, le séjour ne sera pas de tout repos puisqu'une des pensionnaires de l'hôtel, Arlena Stuart, est retrouvée étranglée sur la plage.

## Fiche technique
- Titre français : Les Vacances d'Hercule Poirot
- Titre original : Evil under the Sun
- Réalisation : Brian Farnham
- Scénario : Anthony Horowitz, d'après le roman Les Vacances d'Hercule Poirot (Evil under the Sun) (1941) d'Agatha Christie
- Direction artistique : Paul Booth, Nigel Evans et Henry Jaworski
- Décors : Rob Hinds
- Lieu de tournage : Burgh Island
- Costumes : Charlotte Holdich
- Photographie : Fred Tammes
- Montage : Chris Wimble
- Musique originale : Christopher Gunning
- Casting : Anne Henderson
- Production : Brian Eastman
  - Production associée : Simon Crawford Collins
  - Production exécutive : Phil Clymer et Delia Fine
- Sociétés de production : Carnival Films, A&E Television Networks, Chorion
- Durée : 100 minutes
- Pays d'origine :  Royaume-Uni
- Langue originale : Anglais
- Genre : Policier
- Ordre dans la série : 48e - (1er épisode de la saison 8)
- Première diffusion :
  -  Royaume-Uni : 20 avril 2001

## Distribution
- David Suchet (VF : Roger Carel) : Hercule Poirot
- Hugh Fraser (VF : Jean Roche) : Capitaine Arthur Hastings
- Philip Jackson (VF : Claude d'Yd) : Inspecteur-chef James Japp
- Pauline Moran (VF : Laure Santana) : Miss Felicity Lemon
- Michael Higgs (VF : Regis Reuillac) : Patrick Redfern
- Tamzin Malleson : Christine Redfern
- Louise Delamere : Arlena Stuart
- Tim Meats (VF : Hervé Jolly) : Stephen Lane
- Marsha Fitzalan : Rosamund Darnley
- Carolyn Pickles (VF : Françoise Pavy) : Emily Brewster
- David Mallinson (VF : Julien Thomast) : Kenneth Marshall
- Russell Tovey : Lionel Marshall
- Ian Thompson (VF : Michel Fortin) : Major Barry
- David Timson (VF : Michel Lasorne) : Horace Blatt
- Rosalind March (VF : Martine Meiraghe) : Mrs Castle (la directrice de l'hôtel)
- Paul Ready : William (un groom)
- Rebecca Johnson : Gladys Narracott
- Guy Vincent : le barman
- Roger Alborough : le chef de police Weston
- Kevin Moore : le coroner
- Jason Davies : Nathan Lloyd
- Kenneth Gilbert : Mr Applegood
- Lawrence McGrandles Jr. : Simon Kelso
- Grant Gillespie : Jack Lovett
- Harriet Eastcott : la bibliothécaire
- Andrew MacBean : un serveur
- Steve Bennett : un agent de police
- Andrew Ashby : un officier

## Commentaires
Cet épisode est la dernière apparition de Miss Lemon et de l'inspecteur James Japp mais ils reviendront dans un épisode de la 13e saison. 

## Différences notables avec le roman
- Dans le roman, Poirot ne va pas sur l'île pour un régime, mais simplement pour prendre des vacances.
- Le capitaine Hastings, l'inspecteur Japp et Miss Lemon sont présents dans le téléfilm, mais absents dans le roman original, néanmoins ces deux premiers sont mentionnés.
- Le fils de Kenneth Marshall, Lionel, est une fille dans le roman. Dans le téléfilm, son caractère est moins étudié ; il ne tente pas de se suicider, par exemple.
- Mr et Mrs Gardener, un couple de suspects présent dans le roman, sont absents dans l'adaptation.
- Stephen Lane est toujours révérend dans le roman, contrairement au téléfilm où il a été expulsé.
- Dans l'oeuvre originale, Miss Darnley et Kenneth Marshall ont la trentaine, alors qu'ils paraissent plus vieux dans l'adaptation.